# Galeottia acuminata
Galeottia acuminata är en orkidéart som först beskrevs av Charles Schweinfurth, och fick sitt nu gällande namn av Robert Louis Dressler och Eric Alston Christenson. Galeottia acuminata ingår i släktet Galeottia och familjen orkidéer. Inga underarter finns listade i Catalogue of Life.